# IT-recht
Het IT-recht, ook wel bekend als ICT-recht of onder de oudere term informaticarecht, is het rechtsgebied dat de informaticatechnologie beheerst. Door de voortdurende ontwikkeling van informatie- en communicatietechnologie ontstaan er nieuwe juridische problemen die een plaats dienen te krijgen binnen het bestaande juridische kader (bijvoorbeeld de "diefstal" van digitale gegevens). Het IT-recht houdt zich met dit soort vraagstukken bezig.  
De juridische vragen binnen het IT-recht gaan doorgaans over een of meerdere van de volgende digitale componenten: 
- Persoonsgegevens, data, informatie;
- Software;
- Creatieve inhoud.

Hierdoor kan het IT-recht ook gezien worden als het recht van de door informatietechnologie gevormde digitale wereld. Als functioneel rechtsgebied doorsnijdt het de klassieke rechtsgebieden, zoals het privaatrecht en het publiekrecht. Kenmerkend aan het IT-recht is het gegeven dat het multidisciplinair is, aangezien het technologische ontwikkelingen zijn waardoor nieuwe juridische vragen worden opgeroepen. Deze juridische vragen moeten vaak worden geanalyseerd op grondrechtelijk niveau. Daarbij wordt in de afweging van door grondrechten verankerde belangen (zoals het recht op privacy of vrije meningsuiting) een oplossing gezocht voor een concreet probleem. Een voorbeeld is te vinden in het arrest Lycos/Pessers uit 2005 waarin door postzegelhandelaar Pessers bij webportaal Lycos de persoonsgegevens werden opgevraagd van een anonieme persoon die hem online beschuldigde van oplichting. De Hoge Raad woog hier de schending van de goede naam van de postzegelhandelaar af tegen de inbreuk van het recht op privacy en de vrijheid van meningsuiting.

## Subdomeinen
Het ICT-recht bestaat uit meerdere subdomeinen, zoals:
- het privacy- en gegevensbeschermingsrecht
- het intellectueel eigendomsrecht (auteursrecht, merkenrecht, databankenrechtoctrooirecht, chiprecht, tekeningen- en modellenrecht, software)
- het elektronische handtekeningen- en bewijsrecht
- het IT-overeenkomstenrecht (softwareontwikkelings- en verwerkersovereenkomstenrecht)
- cybersecurityrecht, wat o.m. het volgende inhoudt: cyberbeveiliging, cybercrime (bv. hacking, valsheid in informatica, informaticabedrog en -sabotage, kinderpornografie, grooming, cyberlokking, de niet-consensuele verspreiding van naakt- of seksuele beelden, cyberhate, de bescherming van elektronische communicatie), de strafrechtelijke cyberprocedure en de onderzoeksdaden in dat verband (openlijke informaticazoeking, netwerkzoeking, databeslag, decryptiebevel, online infiltratie, heimelijke IT-zoeking, het drukpersmisdrijf), dataretentierecht en de rol van internettussenpersonen
- e-commerce

## Jurisdictie
Het IT-recht kan niet worden beschouwd als een zuiver nationaal rechtsgebied. Dit heeft vooral te maken met de ontwikkeling van het internet, waarbij landsgrenzen worden overschreden, en waardoor het rechtsgebied een transnationaal karakter krijgt. Het rechtsgebied wordt buiten Nederland als IT-Law aangeduid. Omdat veel ICT-ontwikkelingen ook van belang zijn voor de Europese Unie, neemt ook het Europese recht op het terrein van het IT-recht in betekenis toe. 

## Raakvlakken met andere onderwerpen
Het IT-recht maakt onderdeel uit van zowel het recht als het ICT-vakgebied. Enerzijds kan ICT daarbij gezien worden als een object van het recht. Het recht zegt daarbij iets over ICT of het gebruik daarvan. Denk daarbij aan de vraag of het is toegestaan om software te kopiëren. Anderzijds kan ICT ook een bijdrage leveren aan het recht. Dat noemen we de rechtsinformatica. Ook wordt nog wel een gesproken over het internetrecht of cyberlaw. Het onderscheidt met IT-recht is niet heel erg scherp, maar over het algemeen kan men zeggen dat het internetrecht zich vooral richt op zaken die zich afspelen op het internet, terwijl het IT-recht een breder toepassingsgebied heeft.

## Onderwijs en onderzoek
Het IT-recht is een wetenschappelijke discipline waarvoor kennis nodig is van zowel de werking van de techniek, alsook de juridische kennis over de techniek. 
Het IT-recht wordt als Nederlandstalige Bachelor en Masteropleiding in Groningen aan de Rijksuniversiteit gedoceerd, en in België aan de KU Leuven als master-na-masteropleiding. Als Engelstalige Master kan het gevolgd worden in Amsterdam, Leiden, Tilburg en Utrecht.